# 29845 Wykrota
29845 Wykrota (1999 FE21) là một tiểu hành tinh vành đai chính được phát hiện ngày 22 tháng 3 năm 1999 bởi C. Jacques ở Wykrota Observatory.